# Bundesautobahn 261
Die Bundesautobahn 261 (Abkürzung: BAB 261) – Kurzform: Autobahn 261 (Abkürzung: A 261) – verbindet Hamburg mit Buchholz in der Nordheide sowie weiterführend über die A 1 mit Bremen. Die sogenannte Eckverbindung Hamburg-Harburg stellt die Verbindung Flensburg–Bremen der A 7 (Dreieck Hamburg-Südwest) mit der A 1 (Buchholzer Dreieck) dar und ist eine Entlastung des  Komplexes Horster Dreieck/Maschener Kreuz und besonders der Ortsdurchfahrten Nenndorf und Tötensen im Verlauf der ehemaligen Bundesstraße 75, die seit Eröffnung des Neuen Elbtunnels im Jahre 1975 verstärkt durch Schwerlastverkehr belastet wurden.

## Planungen
In früheren Planungen sollte die A261 über das Buchholzer Dreieck hinaus vorbei an Buchholz bis zur Bundesstraße 75 bei Kakenstorf verlaufen.
Die nächste Anschlussstelle war als Anschluss an die B3 geplant, ca. 800 m nördlich der Kreuzung B3/B75 (53° 20′ 11,3″ N, 9° 48′ 39,5″ O)

## Realisierung
Die A261 wurde zwischen 1979 und 1983 gebaut.